# Dorothe Engelbretsdatter

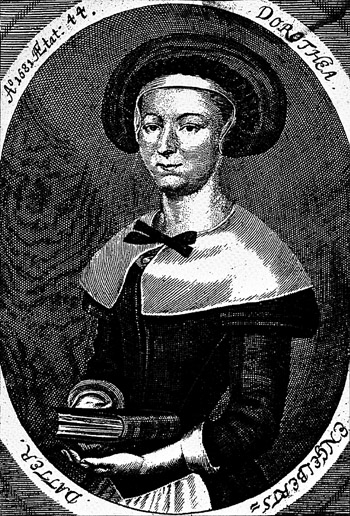
Dorothe Engelbretsdatter

Dorothe oder Dorthe Engelbretsdatter (* 16. Januar 1634 in Bergen; † 19. Februar 1716) war eine norwegische Schriftstellerin des Barock. Sie schrieb religiöse Gedichte und Kirchenlieder.

## Leben
Engelbretsdatters Eltern waren Engelbret Jørgensen, der bis 1647 Rektor der Bergener Kathedralschule und danach Pfarrer an der Domkirche St. Olav war, und dessen Frau Anna Wrangel. Über die mütterliche Seite war sie eine Tante zweiten Grades der Gelehrten und Dichterin Cille Gad. Sie wuchs in Bergen auf, das zu dieser Zeit die größte Stadt Norwegens war, verbrachte aber auch drei Jahre in Kopenhagen. Am 24. Oktober 1652 wurde sie mit Ambrosius Hardenbeck verheiratet, der nach dem Tod ihres Vaters dessen Nachfolger als Pfarrer wurde. Das Ehepaar hatte neun Kinder; doch innerhalb weniger Jahre starben diese alle, und auch der Ehemann.
Ihre erste Veröffentlichung, die gleichzeitig auch als ihr Hauptwerk gilt, war 1678 Siælens Sang-Offer (dt. Sangesopfer der Seele), eine Sammlung von religiösen Liedern. 1685, zwei Jahre nach dem Tod ihres Mannes, erschien mit dem Gedichtzyklus Andægtige Taareoffer for bodfærdige Syndere (dt. Andächtige Tränenopfer für bußfertige Sünder), der auf einem Buch Heinrich Müllers basiert, ihr zweites größeres Werk. Ihre Lieder waren leicht erlern- und singbar, was zu der breiten Verankerung ihrer Musik im Gottesdienst Skandinaviens beitrug.